# Acronicta krautwormi
Acronicta krautwormi là một loài bướm đêm trong họ Noctuidae.